# Aeroportul Benito Salas
Aeroportul Benito Salas (IATA: NVA, ICAO: SKNV) este un aeroport din Huila Department⁠(d), Columbia ce deservește zona Neiva. Aeroportul a fost tranzitat în 2022 de 426.861 de pasageri.
Situat la o altitudine de 446 m, aeroportul dispune de o singură pistă.